# Тухум (Бурятия)
Туху́м (бур. Тγхэм — «низина») — улус в Селенгинском районе Бурятии. Входит в сельское поселение «Ноехонское».

## География
Улус расположен в местности Ноехо́н в 15 км юго-западнее центра сельского поселения — улуса Зурган-Дэбэ.

## Население
| 2002 | 2010 |
| ---- | ---- |
| 24   | ↘20  |